# Quid sit futurum cras, fuge quaerere!
Der lateinische Ausspruch "Quid sit futurum cras, fuge quaerere!" bedeutet im Deutschen:  „Hüte dich zu fragen, was morgen sein wird!“ Er stammt von dem lateinischen Dichter Horaz (carmina 1,9,13).

## Hintergrund
Der Hintergrund dieses Ausspruches hat zu bedeuten, dass der Mensch sein Leben leben soll und dass er jeden einzelnen Tag als Geschenk annehmen soll. Er soll im Sinne dieses Zitates also für jeden Tag dankbar sein und sich nicht darum kümmern, was am nächsten Tag sein wird.